# Brevitrichia arena
Brevitrichia arena är en tvåvingeart som beskrevs av Kelsey 1971. Brevitrichia arena ingår i släktet Brevitrichia och familjen fönsterflugor.
Artens utbredningsområde är Kalifornien. Inga underarter finns listade i Catalogue of Life.